# Samodzielny Oddział Zwiadowczy WOP Kętrzyn
Samodzielny Oddział Zwiadowczy WOP Kętrzyn – jeden z oddziałów w strukturze organizacyjnej Wojsk Ochrony Pogranicza.

## Formowanie i zmiany organizacyjne
W 1956 na bazie 19 Brygady WOP sformowano Grupę Manewrową i Samodzielny Oddział Zwiadowczy WOP. Oddział podlegał Zarządowi II Zwiadowczemu WOP.
Z dniem 1 maja 1957, na bazie Grupy Manewrowej i Samodzielnego Oddziału Zwiadowczego WOP przystąpiono do organizacji 19 Oddziału WOP. Poprzednie struktury rozformowano.

## Struktura organizacyjna
- szef oddziału (pełnomocnik graniczny)
- zastępca szefa oddziału i sekretarz pełnomocnika granicznego
- oficerowie zwiadu – 3
- oficer śledczy
- kancelaria oddziału
- placówka WOP Ołownik
- placówka WOP Szczurkowo
- placówka WOP Gronowo
- placówka WOP Gołdap
- graniczne placówki kontrolne (GPK): Braniewo (drogowa), Bartoszyce (kolejowa) i Skadnawa (kolejowa)